# Alophophion porculatus
Alophophion porculatus är en stekelart som först beskrevs av Morley 1912.  Alophophion porculatus ingår i släktet Alophophion och familjen brokparasitsteklar. Inga underarter finns listade i Catalogue of Life.